# Donaghadee

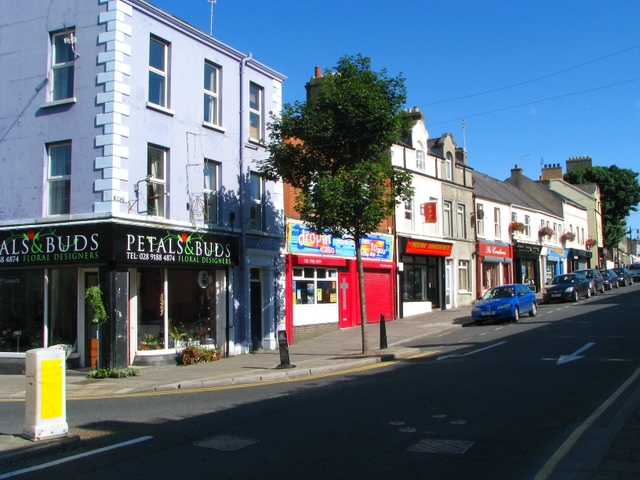
High Street

Donaghadee (irisch Domhnach Daoi) ist eine Kleinstadt in Nordirland in der historischen Grafschaft Down. Die Stadt gehörte zum aufgelösten District Ards und gehört seit 2015 zum District Ards and North Down. Sie liegt an der Nordostküste der Halbinsel Ards und ist 29 km östlich von Belfast entfernt. 2011 hatte sie rund 6900 Einwohner.

## Sport
In Donaghadee gibt es folgende Sportvereine:
- Donaghadee Rugby Football Club, ein Rugby-Verein der 1885 gegründet wurde
- Donaghadee Cricket Club, ein Cricket-Verein
- Donaghadee Ladies’ Hockey Club, ein Frauen-Hockey-Verein
- Donaghadee Golf Club, ein Golf-Verein der 1899 gegründet wurde
- Donaghadee Sailing Club, ein Segel-Verein
- Donaghadee Football Club, ein Fußball-Verein

## Persönlichkeiten
- Bear Grylls (* 1974), ehemaliger britischer SAS-Soldat, Abenteurer, Dokumentarfilmer, Pfadfinderleiter und Autor
- Lord Ashdown (1941–2018), Politiker
- Adam Best, Schauspieler
- Maynard Sinclair, Politiker
- Sir Walter Smiles, Politiker
- Patricia, Lady Fisher, Politikerin
- Sarah Grand, Autorin
- Sylvia, Lady Hermon, Politikerin
- John Magowan, Profi-Dartspieler
- Two Door Cinema Club, Rockband